# الدوري القطري 1989–90
إحصائيات دوري نجوم قطر في موسم 1989-90.

## نظرة عامة
حقق الريان لقب البطولة.